# Heinrich Greinacher
Heinrich Greinacher (31. května 1880 St. Gallen – 17. dubna 1974 Bern) byl švýcarský fyzik. 
Byl synem ševce pocházejícího z Německa a švýcarské občanství získal až v roce 1894. Studoval fyziku u Maxe Plancka a Emila Warburga. V roce 1907 získal docenturu na Curyšské univerzitě, kde pak působil jako mimořídný profesor. V roce 1924 byl jmenován vedoucím kabinetu fyziky Bernské univerzity, kde působil až do odchodu do penze v roce 1952.
Zaměřil se na elektroniku a fyziku částic. Je autorem odborných prací Über die Ursache des Volta-Effekts, Die Verwertung der freien Elektronen a Physik in Streifzügen. Při experimentech s vysokým napětím objevil v roce 1919 princip kaskádového generátoru. Vyvinul rovněž magnetron a ionizační komoru a je po něm pojmenován Greinacherův zdvojovač.
Věnoval se také hře na klavír a navštěvoval Conservatoire de musique de Genève, kde v roce 1901 vyhrál interpretační soutěž.
V roce 1988 byla v Bernu založena Nadace Heinricha Greinachera, která uděluje Cenu Heinricha Greinachera pro mladé vědce.